# Narcisse Tordoir
Narcisse Tordoir (Mechelen, 1954) is een beeldend kunstenaar. Hoewel zijn oeuvre uit een arsenaal aan media bestaat - installaties, openbare kunstwerken (in metaal), spuitverf, pastel, fotografische beeldbewerking en tekeningen - zoekt het werk voornamelijk verwantschap met de schilderkunst. Hij is onder meer verbonden als adviseur aan de Rijksakademie in Amsterdam. Tordoir leeft en werkt in Antwerpen. 

## Technieken
In het verleden werkte Tordoir vaak met houten panelen waarmee hij sculpturale installaties met referenties naar iconografie en pictogrammen maakte. Daarbij werd zeefdruk, maar ook fotografie en metaal gebruikt. Tegenwoordig bestaat Tordoirs basis vaak uit grote fotografische digitale prints, gemonteerd op panelen. Hierop werkt hij met pastel, verf, spuitbussen en collages. De foto's worden gemaakt in zijn studio.

## Projecten
Tordoir werkt vaak enkele jaren rond een bepaald thema. Zo lijken het Hekwerk Barcelonaplein en het Hekwerk Hudsonhof in Amsterdam op elkaar. Soms concludeert dit proces in een tentoonstelling, zoals bij The Pink Spy.

### The Pink Spy
The Pink Spy is een reeks van vijf monumentale werken, gebaseerd op etsen van Giambattista Tiepolo. Het gelijknamige tentoonstellingsproject in het M HKA (2014) bestond uit vijf onderdelen en was door Tordoir zelf samengesteld. De tentoonstelling bracht een uiteenlopende selectie werken bijeen. Naast Tordoirs eigen serie werden de etsen van Tiepolo uit het Amsterdamse Rijksmuseum getoond, en was een selectie uit de M HKA collectie te zien met werken van o.a. Guy Mees en Ann Veronica Janssens. Het vijfde onderdeel besloeg werk van jonge kunstenaars van de Rijksakademie in Amsterdam.

## Tentoonstellingen (selectie)
- 2014	The Pink Spy, M HKA, Antwerpen
- 2011	Meesterwerken in het MAS, Vijf eeuwen beeld in Antwerpen, Antwerpen
- 2010	Square 1, Galerie Van De Weghe, Antwerpen
- 2010  Tegenlicht, SMAK, Gent
- 2009  A Story of the Image: Old & New Masters from Antwerpen, National Museum of Singapore en Shanghai Art Museum, Shanghai
- 2008 	Confronting the Image, Elements MoCA, Beijing
- 2008  Honorons Honoré, De Garage, Mechelen
- 2007 	Kunst als Leben, Kunsthaus Bern, Bern
- 2005 	Collaborate works, Extra City Kunsthal, Antwerpen
- 2005  De wereld deugt, wij een beetje minder, De Appel, Amsterdam
- 1999	Trouble spot: Painting MUKHA, Antwerp
- 1997	N.T.Z.T., Centraal Museum, Utrecht
- 1998 	Vive la Peinture, l’Aquarium, Galerie d’Ecole, Valenciennes
- 1998  Narcisse Tordoir, Galerie Onrust, Amsterdam